# Krușeto, Veliko Tărnovo
Krușeto (în bulgară Крушето) este un sat în comuna Gorna Oreahovița, regiunea Veliko Tărnovo,  Bulgaria. 

## Demografie
Componența etnică a satului Krușeto
     Nicio identificare (20,98%)
     Bulgari (79,01%)
     Altele (0%)
La recensământul din 2011, populația satului Krușeto era de 653 locuitori. Din punct de vedere etnic, majoritatea locuitorilor (79,01%) erau bulgari. Pentru 20,98% din locuitori nu este cunoscută apartenența etnică.